# Sill (flod)
Sill är ett vattendrag i Österrike.   Det ligger i förbundslandet Tyrolen, i den västra delen av landet, 400 km väster om huvudstaden Wien.
Runt Sill är det i huvudsak tätbebyggt. Runt Sill är det tätbefolkat, med 319 invånare per kvadratkilometer.